# Irkut
Irkut – rzeka w Rosji, lewy dopływ Angary.
Długość 488 km, powierzchnia dorzecza 15 tys. km². Swoje źródła ma w Sajanie Wschodnim. U ujścia Irkutu do Angary leży Irkuck.
Dopływy:
- Barun-Chandagaj